# 상호계산
상호계산(相互計算)은 상시 거래관계에 있는 상인 간에 또는 상인과 비상인간에 일정기간의 거래로 인한 채권, 채무의 총액을 상계하고 그 잔액을 지급할 것을 약정하는 계약을 말한다.

## 기능
상호계산의 경제적 기능으로는 결지자간에서는 송금에 비용과 위험도 따르지만, 결제의 편의, 당사자들에게 신용제공, 담보적 기능을 한다.

## 당사자
상호계산계약은 영업을 위하여 하는 "보조적 상행위"가 된다. (상법 47조) 상호계산은 상시 거래관계가 있는 상인간, 또는 상인과 비상인간에 맺는 계약이므로 당사자 중 일방은 상인이어야 한다.

## 대상
상인간 또는 상인과 비상인간의 일정기간의 거래로 인한 채권, 채무이다. 동종의 채권이어야 하고 특히 금전채권 만을 대상으로 한다. 사무관리, 부당이득, 불법행위 등으로 인해 생긴 법적채권 또는 제3자로부터 양수한 채권은 제외한다.

## 종료
- 존속기간의 종료(상 72조, 74조)

상호계산은 존속기간의 만료 기타 계약의 일반적인 종료원인에 의해 종료된다.
- 해지(상 77조)

당사자는 언제든지 상호계산을 해지할 수 있다.

## 상계와 비교
채권채무가 대등액의 범위에서 소멸한다는 점에서 민법상의 상계와 유사하지만 상계가 개별적인 채무를 소멸시키는 단독행위임에 반해 상호계산은 포괄적인 채무를 소멸시키는 '계약'이라는 점에서 구별된다.

## 같이 보기
- 상계
- 대한민국 상법 제72조
- 대한민국 상법 제74조